# Hans Walzhofer
Johann „Hans” Walzhofer (ur. 23 marca 1906 w Harburgu, zm. 1 marca 1970 w Korneuburgu) – austriacki piłkarz i trener, reprezentant Austrii, grający na pozycji napastnika.

## Kariera klubowa
Walzhofer swoją przygodę z piłką rozpoczął w 1922 w zespole Jedlersdorfer SC. W połowie sezonu 1925/26 dołączył do Floridsdorfer AC. Następnie został piłkarzem Rapidu Wiedeń, z którym zdobył Puchar Austrii w sezonie 1926/27.
Od 1927 występował w Wiener SC. Po dwóch latach dołączył do Wackera Wiedeń. Dla Schönbrunner występował do 1940, po czym zakończył karierę piłkarską. 
| Sezon   | Klub             | Kraj       | Rozgrywki               | Mecze | Bramki |
| ------- | ---------------- | ---------- | ----------------------- | ----- | ------ |
| 1925/26 | Floridsdorfer AC | Austria    | I. Liga                 |       |        |
| 1926/27 | Rapid Wiedeń     | Austria    | I. Liga                 |       |        |
| 1926/27 | Wiener SC        | Austria    | I. Liga                 |       |        |
| 1927/28 | Wiener SC        | Austria    | I. Liga                 |       | 16     |
| 1928/29 | Wiener SC        | Austria    | I. Liga                 |       |        |
| 1929/30 | Wacker Wiedeń    | Austria    | I. Liga                 |       |        |
| 1930/31 | Wacker Wiedeń    | Austria    | I. Liga                 |       |        |
| 1931/32 | Wacker Wiedeń    | Austria    | I. Liga                 |       | 12     |
| 1932/33 | Wacker Wiedeń    | Austria    | I. Liga                 |       | 19     |
| 1933/34 | Wacker Wiedeń    | Austria    | I. Liga                 |       | 15     |
| 1934/35 | Wacker Wiedeń    | Austria    | I. Liga                 |       | 20     |
| 1935/36 | Wacker Wiedeń    | Austria    | I. Liga                 |       |        |
| 1936/37 | Wacker Wiedeń    | Austria    | I. Liga                 |       |        |
| 1937/38 | Wacker Wiedeń    | Austria    | I. Liga                 |       | 9      |
| 1938/39 | Wacker Wiedeń    | III Rzesza | Gauliga Donau-Alpenland |       |        |
| 1939/40 | Wacker Wiedeń    | III Rzesza | Gauliga Donau-Alpenland |       | 11     |

## Kariera reprezentacyjna
Karierę reprezentacyjną Walzhofer rozpoczął 6 listopada 1927 w meczu przeciwko reprezentacji Włoch, wygranym 1:0. W 1934 został powołany na Mistrzostwa Świata rozgrywane we Włoszech. Na turnieju pełnił rolę zawodnika rezerwowego.
Ostatni mecz w narodowych barwach Austrii zanotował 11 listopada 1934 przeciwko Szwajcarii, wygrany 3:0. Łącznie w latach 1927–1934 Hans Walzhofer zagrał dla Austrii w 5 spotkaniach.
| Mecze i gole w reprezentacji | Mecze i gole w reprezentacji | Mecze i gole w reprezentacji | Mecze i gole w reprezentacji | Mecze i gole w reprezentacji | Mecze i gole w reprezentacji | Mecze i gole w reprezentacji |
| #                            | Data                         | Miasto                       | Przeciwnik                   | Gol                          | Wynik                        | Rozgrywki                    |
| ---------------------------- | ---------------------------- | ---------------------------- | ---------------------------- | ---------------------------- | ---------------------------- | ---------------------------- |
| 1.                           | 06.11.1927                   | Bolonia                      | Włochy                       |                              | 1:0                          | Puchar Europy Środkowej      |
| 2.                           | 08.01.1928                   | Molenbeek-Saint-Jean         | Belgia                       |                              | 2:1                          | towarzyski                   |
| 3.                           | 11.11.1928                   | Rzym                         | Włochy                       |                              | 2:2                          | towarzyski                   |
| 4.                           | 12.04.1931                   | Wiedeń                       | Czechosłowacja               |                              | 2:1                          | Puchar Europy Środkowej      |
| 5.                           | 11.11.1934                   | Wiedeń                       | Szwajcaria                   |                              | 3:0                          | Puchar Europy Środkowej      |

## Kariera trenerska
Walzhofer w 1937 pełnił rolę grającego trenera w zespole Wacker Wiedeń.  Od 1947 do 1953 pracował w innym zespole ze stolicy Austrii, Admira Wiedeń. Walzhofer pracował również w SC Gaswerk. 

## Sukcesy
Rapid Wiedeń
- Puchar Austrii (1): 1926/27